# Last RPG Fantasy
Last RPG Fantasy é um romance gráfico brasileiro desenvolvido pelo Estúdio LoboLimão (formado pelos quadrinistas Yoshi Itice, Marcel Keiiche e Kendy Saito) publicado em 2012 através de financiamento coletivo pela plataforma Catarse.
A história narra a aventura de três jovens irmãos que buscam cristais mágicos para salvar o reino de MidGreen de criaturas das trevas que o ameaçam. O diferencial é que a história tem vários caminhos e finais diferentes de acordo com as escolhas dos leitores no decorrer do livro, assemelhando-se à estrutura de um livro-jogo.
Last RPG Fantasy era originalmente uma série de webcomics publicadas no website do LoboLimão, que começou em 2010 como site de entretenimento contando com diversos quadrinhos publicados on-line em formato de tirinhas. Esta série foi a escolhida para o primeiro projeto de livro impresso do grupo, que se motivou após visitarem o Festival Internacional de Quadrinhos em 2011 e terem contato com a qualidade do material independente em exposição no evento.
Em 2013, o livro ganhou o Prêmio Angelo Agostini de melhor lançamento independente.